# Оренбургские губернские ведомости
«Оренбургские губернские ведомости» — общественно-политическая газета в Российской империи, издавалась в городе Уфе в 1838–1865 годах (с 1865 года переименована в «Уфимские губернские ведомости», в связи с разделением губернии на Уфимскую и Оренбургскую). По другим данным газета с 1838 года издавалась в городе Оренбурге.

## Описание
Состояла из официальной и неофициальной частей.
В газете опубликованы статьи В. С. Зефирова на башкирском языке «Рассказы башкирца Джантюри» (№ 47 за 1847 год) и «Рассказ бухарского муллы в Башкирии» (№ 49 за 1849 год), анонимная статья «Салават Юлаев, башкирец Шайтан-Кудейской волости» (№ 4 за 1847 год), и статья И. П. Сосфенова «Айская пещера» (№ 39 за 1852 год), в которой приведена башкирская легенда «О Салавате и Фаризе».

## История
В 1865 году в газете (№ 19—24) напечатан Указатель к неофициальной части. С 1897 годы отдельно выходила неофициальная часть под заглавием «Ежедневная газета Оренбургских губернских ведомостей» под редакцией Н. Ардашева.
С 1918 по 1950 годы газета в Оренбурге выходила под названием «Оренбургский рабочий».